# Eld & lågor (musikgrupp)
Eld & Lågor var en musikgrupp som bildades 1975 av arbetare på Volvo Lastvagnar i Umeå.
Eld & Lågor bestod av Birgitta Edström (sång), Lage Jonsson (sång, gitarr), Ulla Lindberg (sång), Ann-Sofi Löfgren (sång), Claes-Göran Moström (sång, bas), Patrik Toresson (sång) och Margot Wikström (sång). Gruppen gav 1978 ut musikalbumet Mot ljuset på det socialdemokratiska skivbolaget a disc (BS 780317), på vilket även medverkar Ulf Andersson (från Egba) på saxofon  och Hasse Rosén (tidigare medlem i The Violents) på gitarr. Albumet innehåller politiska sånger på svenska.